# Castejón de Monegros
Castejón de Monegros é um município da Espanha na província de Huesca, comunidade autónoma de Aragão, de área 165,3 km² com população de 646 habitantes (2007) e densidade populacional de 4,12 hab/km².

## Demografia
| Variação demográfica do município entre 1991 e 2004 | Variação demográfica do município entre 1991 e 2004 | Variação demográfica do município entre 1991 e 2004 | Variação demográfica do município entre 1991 e 2004 |
| --------------------------------------------------- | --------------------------------------------------- | --------------------------------------------------- | --------------------------------------------------- |
| 1991                                                | 1996                                                | 2001                                                | 2004                                                |
| 785                                                 | 754                                                 | 665                                                 | 683                                                 |